# Legends of Runeterra
Legends of Runeterra (abrégé LoR) est un jeu de cartes à collectionner numérique, développé et édité par Riot Games. Il est sorti en version bêta ouverte pour Microsoft Windows le 24 janvier 2020, puis en version finale sur Windows, iOS et Android le 30 avril 2020.

## Système de jeu
Ce jeu est un jeu de cartes à jouer et à collectionner (JCC), il combine des règles des jeux de cartes Hearthstone et Magic. Les joueurs font des actions chacun leur tour dans la limite de leur jauge de mana à l'instar de Hearthstone. Un des points commun avec Magic est le fait que ce soit le joueur défenseur qui choisisse les unités bloquantes et non l'attaquant qui choisisse ses cibles. Un autre point commun est la possibilité de lancer des sorts en réaction à une action adverse,. Chaque joueur commence le match avec une main de quatre cartes à jouer sélectionnées au hasard dans son jeu de cartes, un Nexus de 20 points de vie et zéro mana. Avant le début du match, chaque joueur a également la possibilité d'échanger l'une ou plusieurs des quatre premières cartes qu'il a tirées contre des cartes aléatoires différentes de son deck. Le but du jeu est de détruire le Nexus adverse (en abaissant ses points de vie à zéro) tout en préservant le sien.

### Fonctionnement des cartes
Chaque carte du jeu appartient à une région ; dans le mode de jeu standard, un deck peut contenir des cartes provenant d'un maximum de deux régions. Chaque région possède un style de jeu et une identité distincts. Contrairement à d'autres jeux de cartes à collectionner, il n'existe pas de cartes neutres pouvant être utilisées dans tous les decks.
Les régions sont issues de l'univers étendu de League of Legends. Lors du lancement du jeu, il existait trois types de cartes : champions, adeptes et sorts. Les cartes de champion représentent les personnages jouables de League of Legends. Ces cartes sont uniques dans le jeu, car elles peuvent monter en niveau. Lorsqu'un champion monte de niveau, la carte – ainsi que toutes ses copies dans le deck du joueur – se transforme en une version plus puissante.
Les cartes d'unité, qui incluent les champions et les adeptes (unités non-championnes), possèdent deux valeurs numériques représentant leur attaque et leur santé. L’attaque indique les dégâts qu'une unité inflige au Nexus adverse ou à une unité qui la bloque, tandis que la santé représente la quantité maximale de dégâts qu'une carte peut subir avant d'être retirée du jeu.
Les cartes de sort possèdent une « vitesse », qui détermine quand elles peuvent être jouées et comment l'adversaire peut y répondre, le cas échéant. Au lancement du jeu, il existait trois vitesses de sorts : lente, rapide et immédiate. Les sorts lents ne peuvent pas être joués pendant un combat actif, passent la priorité à l’adversaire et peuvent être contrés par des sorts rapides ou immédiats. Les sorts rapides peuvent être joués pendant un combat et ne passent pas la priorité. Les sorts immédiats voient leur effet s’appliquer instantanément sans possibilité de réponse de l’adversaire. Une quatrième vitesse, Focus, a ensuite été introduite : elle se résout immédiatement et ne passe pas la priorité, mais ne peut être utilisée qu’en dehors des combats. Les cartes d’unité n'ont pas de vitesse, mais elles mettent fin au tour du joueur dans un round.
Un nouveau type de carte a été ajouté avec l'extension the Monuments of Power : les monuments. Ces cartes utilisent le mana destiné aux unités et occupent un emplacement sur le plateau du joueur ; cependant, elles ne peuvent ni attaquer ni bloquer. Certains monuments possèdent une mécanique de « compte à rebours », déclenchant un effet après un certain nombre de tours.

## Sets et Extensions
| Set                     | Extensions                        | Date de sortie    | Notes                                                                                              |
| ----------------------- | --------------------------------- | ----------------- | -------------------------------------------------------------------------------------------------- |
| Foundations             | -                                 | 23 janvier 2020   | Présent en jeu depuis la bêta. Sortie officielle lors de la sortie du jeu.                         |
| Rising Tides            | -                                 | 28 avril 2020     | Introduit Bilgewater. Sortie lors du lancement officiel du jeu.                                    |
| Call of the Mountain    | Call of the Mountain              | 26 août 2020      | Introduit Targon. L'extension porte le même nom que le set.                                        |
| Call of the Mountain    | Monuments of Power                | 14 octobre 2020   | Introduit les cartes "monuments".                                                                  |
| Call of the Mountain    | K/DA ALL OUT                      | 28 octobre 2020   | Premier set événementiel. Introduit 5 cartes inspirées du groupe pop virtuel de Riot Games, K/DA.  |
| Call of the Mountain    | Cosmic Creation                   | 16 décembre 2020  | |
| Call of the Mountain    | Aphelios                          | 3 février 2021    | Première extension centrée sur un champion. Partie du set événementiel.                            |
| Empires of the Ascended | Empires of the Ascended           | 3 mars 2021       | Introduit Shurima. L'extension porte le même nom que le set.                                       |
| Empires of the Ascended | Guardians of the Ancient          | 5 mai 2021        | |
| Empires of the Ascended | Rise of the Underworlds           | 30 juin 2021      | |
| Empires of the Ascended | Sentinels of Light/Akshan & Viego | 14 juillet 2021   | Deuxième extension centrée sur un champion. Partie du set événementiel.                            |
| Beyond the Bandlewood   | Beyond the Bandlewood             | 25 août 2021      | Introduit Bandle. L'extension porte le même nom que le set.                                        |
| Beyond the Bandlewood   | The Path of Champions             | 10 novembre 2021  | Extension introduisant Jayce et un nouveau mode de jeu.                                            |
| Beyond the Bandlewood   | Magic Misadventures               | 8 décembre 2021   | |
| Beyond the Bandlewood   | A Curious Journey                 | 15 février 2022   | |
| Worldwalker             | Worldwalker                       | 22 mai 2022       | Introduit les champions Runeterrans .                                                              |
| Forces from Beyond      | Forces from Beyond                | 20 juillet 2022   | Introduit Kai'Sa, Gwen et Evelynn.                                                                 |
| The Darkin Saga         | Awakening                         | 31 août 2022      | Introduit les équipements.                                                                         |
| The Darkin Saga         | Domination                        | 12 octobre 2022   | |
| The Darkin Saga         | World Ender                       | 7 décembre 2022   | Introduit Ryze.                                                                                    |
| Glory in Navori         | Glory in Navori                   | 29 mars 2023      | Introduit la rotation, retirant de nombreuses cartes, y compris des champions, du jeu en Standard. |
| Heart of the Huntress   | Heart of the Huntress             | 21 juin 2023      | Introduit Nidalee, Neeko et le Roi Poro.                                                           |
| Fate's Voyage           | Onward                            | 12 septembre 2023 | Première extension du set 8. Selon les identifiants internes, le set 7 n’a pas été complété.       |

## Développement
Legends of Runeterra est annoncé par Riot Games le 15 octobre 2019, durant la cérémonie du dixième anniversaire du jeu League of Legends,. Son nom est inspiré de la planète Runeterra, également issue de League of Legends. Il est jouable et disponible en tant qu'aperçu jusqu'au 20 octobre, pour un groupe limité de joueurs. Un nouvel aperçu du jeu est disponible entre le 14 et le 19 novembre, et la bêta ouverte sort finalement le 24 janvier 2020. Le 4 avril 2020, Riot Games annonce que le jeu sortira le 30 avril 2020 sur Windows, iOS et Android.

## Réception
Legends of Runeterra a reçu des critiques positives. Selon Metacritic, le jeu obtient une moyenne pondérée de 87/100.
Beaucoup de critiques ont souligné que le jeu était accessible aux nouveaux joueurs tout en conservant une grande profondeur stratégique. Cam Shea d’IGN lui a attribué 9/10, mettant en avant sa complexité tout en rendant certains aspects plus intuitifs que dans d’autres jeux de cartes à collectionner comme Magic: The Gathering . Jason Coles de NME a même écrit que Legends of Runeterra « pourrait bien être le jeu de cartes le plus accessible qui existe ».
L’un des aspects les plus appréciés du jeu est son modèle économique free-to-play, bien plus généreux que celui de ses concurrents. Steven Messner de PC Gamer (85/100) a noté l’absence de "boosters" (packs de cartes achetables avec de l’argent réel), remplacés par un système de passe de combat généreux qui distribue chaque semaine de nombreuses cartes et ressources de craft. Il a également mentionné la facilité d’atteindre le niveau maximal du passe de combat.

## Récompenses
Legends of Runeterra a été nommé pour le prix du Meilleur Jeu Mobile aux Game Awards 2020. Apple l'a désigné comme Jeu Ipad de l'année 2020. Il a également reçu le prix du Jeu Mobile de l'Année décerné par l'Academy of Interactive Arts & Sciences lors des 24ᵉ Annual D.I.C.E. Awards.